# Horsfjärd
Le Horsfjärd (suédois : Horsfjärden) est un fjärd (un bras de mer d'origine glaciaire) situé dans l'archipel de Stockholm.

## Présentation
Situé entre l'ile de Muskö et la terre ferme. Long d'une vingtaine de kilomètres, il représente une superficie de 61,5 km2.
Il accueille depuis de nombreuses années plusieurs installations des forces navales suédoises : les bases navales de Märsgarn, Muskö et Berga.
Sur les rives du fjärd, on trouve la petite localité d'Årsta havsbad. Essentiellement composée de résidences secondaires de loisir, elle fut fondée à l'initiative de l'architecte Sven Wallander, et les premières maisons furent construites par la coopérative HSB en 1929.

## Histoire
Le 17 septembre 1941 eut lieu la catastrophe du Horsfjärd : trois destroyers suédois stationnés à Märsgarn sombrèrent à la suite d'une série d'explosions survenues à bord. Trente-trois marins périrent dans la catastrophe, dont l'origine demeure inconnue.
À l'automne 1982, le Horsfjärd fut le théâtre de l'un des plus fameux épisodes de l'affaire des sous-marins russes. Après que des sonars eurent détecté la présence d'activités sous-marines dans les eaux du fjärd, la marine suédoise en ferma les accès et se lança dans une course poursuite qui se solda, malgré le largage de 44 grenades anti-sous-marines et de 4 mines, par un échec. À l'automne 1983, une commission d'enquête conclut à l'intrusion d'un sous-marin soviétique.

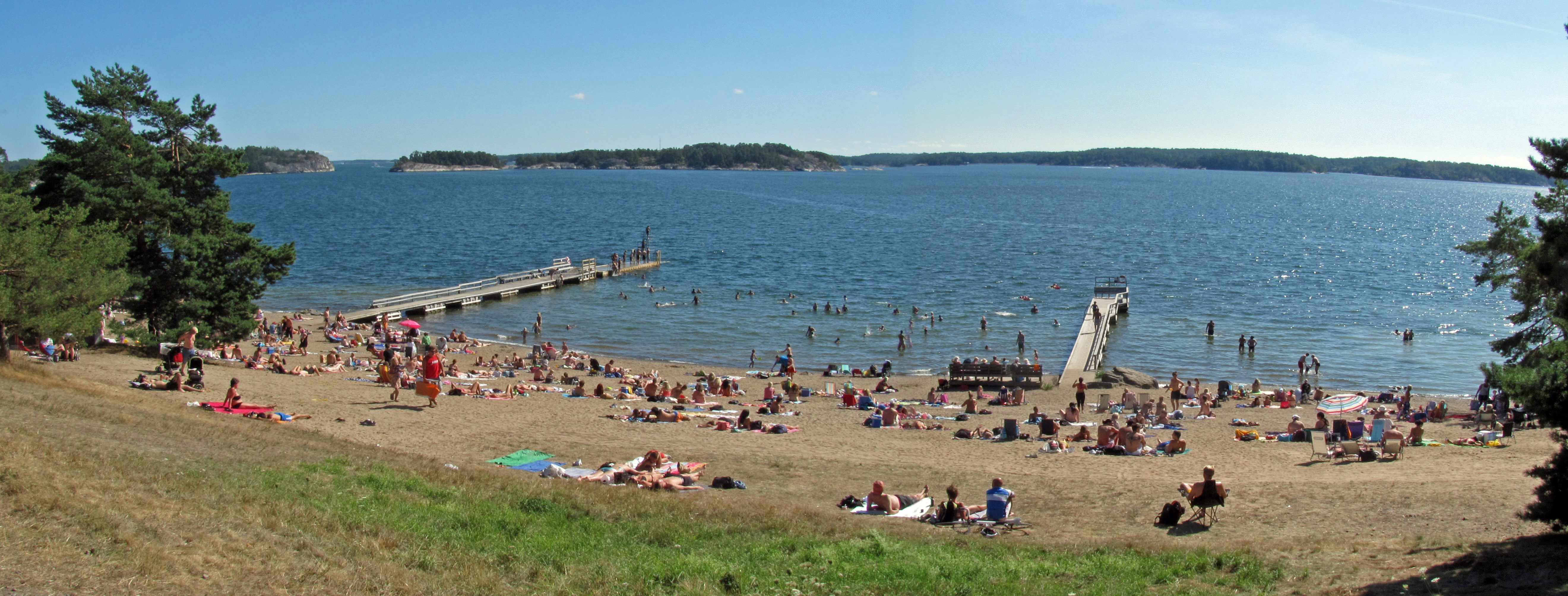
La plage d'Årsta havsbad en août 2011.